# Mencshely
Mencshely è un comune dell'Ungheria di 272 abitanti (dati 2001). È situato nella contea di Veszprém.